# Santa Eugènia de Berga
Santa Eugènia de Berga är en kommun i Spanien.   Den ligger i provinsen Província de Barcelona och regionen Katalonien, i den östra delen av landet, 500 km öster om huvudstaden Madrid. Antalet invånare är 2 269. Arean är 7,0 kvadratkilometer. Santa Eugènia de Berga gränsar till Calldetenes, Sant Julià de Vilatorta, Taradell, Malla och Vic. 
Terrängen i Santa Eugènia de Berga är platt.